# Милан Радуловић
Милан Радуловић (Мало Поље код  Хан Пијеска, 13. август 1948 — Београд, 29. октобар 2017) био је српски филозоф, естетичар, теолог, историчар и теоретичар књижевности, књижевни критичар, професор Православног богословског факултета "Свети Василије Острошки" Универзитета у Источном Сарајеву и бивши министар вера Републике Србије (2004—2007).

## Биографија
Завршио је Филозофски факултет у Сарајеву 1972. године, а на Филолошком факултету у Београду 1998. године одбранио докторску дисертацију „Уметничка форма и историјски контекст романа Добрице Ћосића“. Од 1973. до 1977. године усавршавао се уз рад у Институту за књижевност и уметност (истраживач-приправник). Од 1979. до 1981. лектор-предавач на Државном универзитету „Тарас Шевченко“ у Кијеву. Од 1982. године стално запослен у Институту за књижевност и уметност. Свети архијерејски синод Српске православне цркве поставио га 2000. године за ванредног професора у Духовној академији Светог Василија Острошког у Фочи, а за редовног професора Православног богословског факултета у Источном Сарајеву изабран 2009.
Добитник награде „Исидора Секулић“ за значајно достигнуће у књижевности. Од 2001. до 2004. године био је посланик у Народној скупштини Србије. Од 2004. до 2007. године министар вера у Влади Србије.
Објавио је 17 књига и преко 40 научних радова радова у тематским зборницима, те преко 90 научних и стручних радова у књижевним и научним часописима. Српска православна црква одликовала га је 5. октобра 2006. године Орденом Светог Саве првог степена.
У Грамати се наводи:
На предлог Његове светости патријарха српског Павла, Свети архијерејски синод Српске православне цркве доделио је Милану Радуловићу високо одликовање Српске православне цркве, Орден светог Саве првог степена за делатну љубав према Светој мајци цркви и истрајно сведочење Христа васкрслог.